# Viltbandkevertje
Het viltbandkevertje (Variimorda villosa) is een keversoort uit de familie spartelkevers (Mordellidae). De wetenschappelijke naam van de soort is voor het eerst geldig gepubliceerd in 1781 door Schrank.